# San Cayetano (partido)
San Cayetano (Partido de San Cayetano) is een partido in de Argentijnse provincie Buenos Aires. Het bestuurlijke gebied telt 8.119 inwoners.

## Plaatsen in partido San Cayetano
- Balneario San Cayetano
- Cristiano Muerto
- Deferrari
- El Carretero
- Lumb
- Ochandío
- San Cayetano